# 亥伯龙树
亥伯龙树（英語：Hyperion tree），或“亥柏龙神”，是世界上已知现存最高的树木。亥伯龙树是加州红木，现高115.85米，树龄约为700-800年。2006年8月25日，博物學家克里斯·阿特金斯和邁可·泰勒于美国加州的红木国家公园一处偏僻区域发现该树，并以希腊神话中提坦巨人之一亥伯龙神为其命名。此树高度超过了之前最高纪录的保持者同温层巨人（又名“云层巨人”）。其位置为（41.20491,-124.01556）

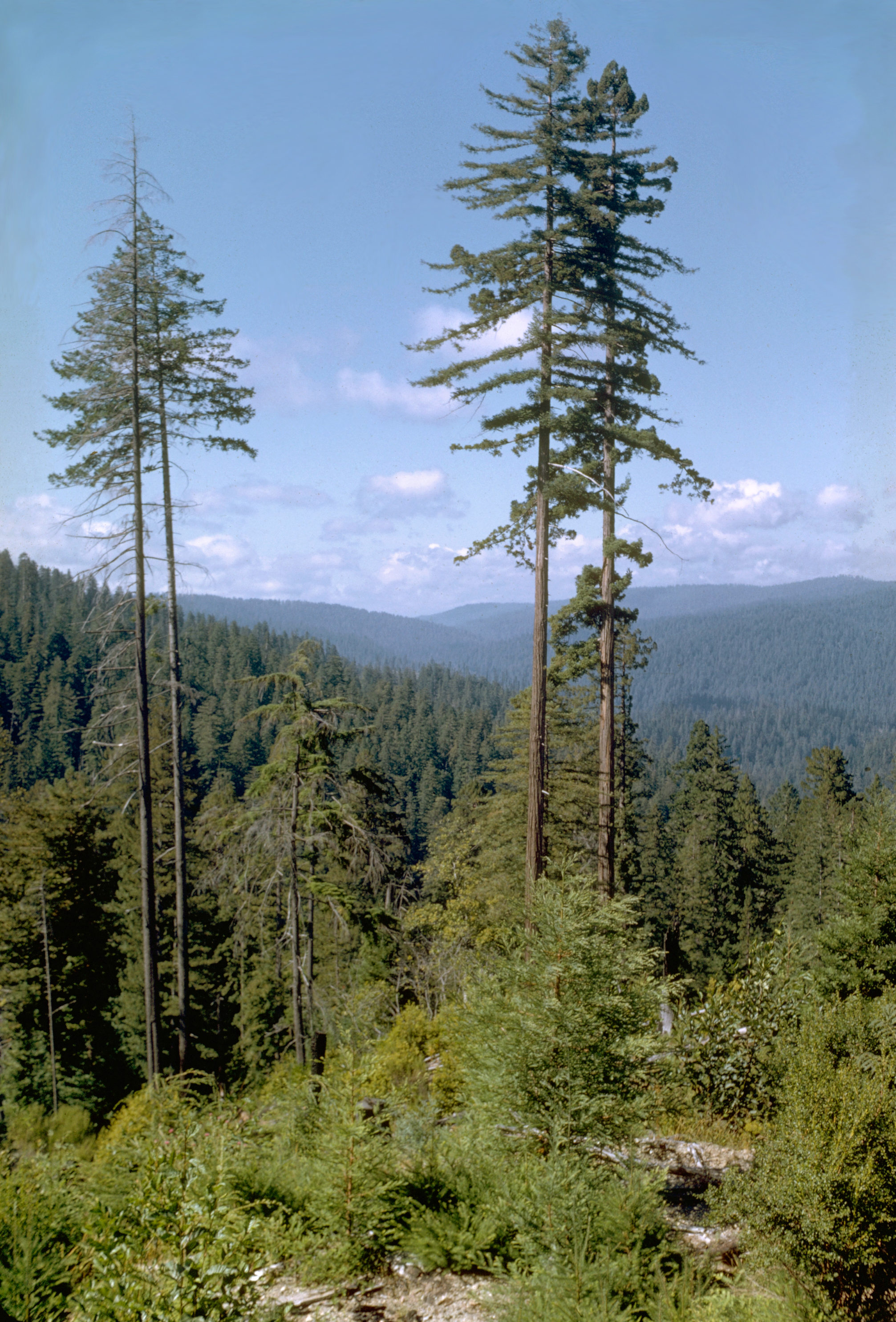